# 1946年ウィンブルドン選手権
1946年 ウィンブルドン選手権（1946ねんウィンブルドンせんしゅけん、The Championships, Wimbledon 1946）は、イギリス・ロンドン郊外にある「オールイングランド・ローンテニス・アンド・クローケー・クラブ」にて、1946年6月24日から7月6日にかけて開催された。

## シード選手

### 男子シングルス
1. ディニー・ペイルズ　（ベスト8）
2. ジャック・クレーマー　（4回戦）
3. ジェフ・ブラウン　（準優勝）
4. パンチョ・セグラ　（3回戦）
5. イボン・ペトラ　（初優勝）
6. ドラグティン・ミティッチ　（4回戦）
7. フラニョ・プンチェツ　（ベスト8）
8. レナート・ベルゲリン　（ベスト8）

### 女子シングルス
1. ポーリーン・ベッツ　（初優勝）
2. マーガレット・オズボーン　（ベスト4）
3. ルイーズ・ブラフ　（準優勝）
4. ケイ・スタマーズ　（ベスト8）
5. ドロシー・バンディ　（ベスト4）
6. ジーン・ボストック　（ベスト8）
7. ドリス・ハート　（ベスト8）
8. シモーヌ・ラファージュ　（4回戦）

### 男子ダブルス
1. ジェフ・ブラウン＆ ディニー・ペイルズ
2. ジャック・クレーマー＆ トム・ブラウン
3. ドラグティン・ミティッチ＆ ヨシップ・パラーダ
4. イボン・ペトラ＆ ベルナール・デストレモー

### 女子ダブルス
1. ルイーズ・ブラフ＆ マーガレット・オズボーン
2. ポーリーン・ベッツ＆ ドリス・ハート
3. ケイ・スタマーズ＆ ジーン・ボストック
4. ドロシー・バンディ＆ パトリシア・トッド

### 混合ダブルス
1. ハリー・ホップマン＆ マーガレット・オズボーン
2. ジェフ・ブラウン＆ ドロシー・バンディ
3. トム・ブラウン＆ ルイーズ・ブラフ
4. ディニー・ペイルズ＆ ケイ・スタマーズ

## 大会経過

### 男子シングルス
準々決勝
- イボン・ペトラ vs.  ディニー・ペイルズ　7-5, 7-5, 6-8, 6-4
- トム・ブラウン vs.  フラニョ・プンチェツ　6-2, 8-6, 6-4
- ジェフ・ブラウン vs.  レナート・ベルゲリン　13-11, 11-9, 6-4
- ヤロスラフ・ドロブニー vs.  ピエール・ペリッザ　6-4, 6-4, 6-4

準決勝
- イボン・ペトラ vs.  トム・ブラウン　4-6, 4-6, 6-3, 7-5, 8-6
- ジェフ・ブラウン vs.  ヤロスラフ・ドロブニー　6-4, 7-5, 6-2

### 女子シングルス
準々決勝
- ポーリーン・ベッツ vs.  ジョーン・カリー　6-0, 6-3
- ドロシー・バンディ vs.  ケイ・スタマーズ　4-6, 6-1, 6-3
- ルイーズ・ブラフ vs.  ジーン・ボストック　6-1, 6-2
- マーガレット・オズボーン vs.  ドリス・ハート　5-7, 6-4, 6-4

準決勝
- ポーリーン・ベッツ vs.  ドロシー・バンディ　6-2, 6-3
- ルイーズ・ブラフ vs.  マーガレット・オズボーン　8-6, 7-5

## 決勝戦の結果
男子シングルス
- イボン・ペトラ vs.  ジェフ・ブラウン　6-2, 6-4, 7-9, 5-7, 6-4

女子シングルス
- ポーリーン・ベッツ vs.  ルイーズ・ブラフ　6-2, 6-4

男子ダブルス
- ジャック・クレーマー＆ トム・ブラウン vs.  ジェフ・ブラウン＆ ディニー・ペイルズ　6-4, 6-4, 6-2

女子ダブルス
- ルイーズ・ブラフ＆ マーガレット・オズボーン vs.  ポーリーン・ベッツ＆ ドリス・ハート　6-3, 2-6, 6-3

混合ダブルス
- トム・ブラウン＆ ルイーズ・ブラフ vs.  ジェフ・ブラウン＆ ドロシー・バンディ　6-4, 6-4